# Rio Braţul Şoimului
O Rio Braţul Şoimului é um rio da Romênia afluente do Rio Şoimu, localizado no distrito de Neamţ.